# Sphaerophallus membranaceus
Sphaerophallus membranaceus är en insektsart som beskrevs av Marius Descamps 1964. Sphaerophallus membranaceus ingår i släktet Sphaerophallus och familjen Euschmidtiidae. Inga underarter finns listade i Catalogue of Life.